# Bratuchin G-3
Bratuchin G-3 (rusky Г-3, Геликоптер-3, helikoptéra 3) byl sovětský dělostřelecký pozorovací vrtulník vyvinutý konstrukční kanceláří OKB-3 Bratuchin z předchozího typu Bratuchin Omega II. Jeho variantou byl typ G-4.

## Vývoj a konstrukce
Bratuchin G-3 byl první vrtulník v Sovětském svazu, který měl určenou vojenskou roli. Měl sloužit jako dělostřelecký pozorovací stroj, zjišťovat škody způsobené nepříteli dělostřeleckou palbou a také ji přesněji zaměřovat. Sovětské letectvo (VVS SSSR) jej plánovalo užívat jako naváděcí stroj dělostřelectva (rusky AК - „Артиллерийский корректировщик“). V roce 1945 si VVS SSSR objednalo 200 kusů tohoto stroje, který vycházel konstrukčně z Bratuchinova předchozího typu Omega II. Jelikož se předválečne motory MG-31F (kterými disponoval vrtulník Omega II) už několik let nevyráběly, byly pro G-3 zakoupeny ve Spojených státech amerických pístové motory Pratt & Whitney R-985-AN-1. První ze dvou prototypů byl hotov v srpnu 1945, ale letové zkoušky započaly teprve na jaře 1946. V témže roce byla zahájena v továrně č. 473 v Kyjevě výroba, která měla dodat 8 předsériových strojů G-3. Z nich bylo 5 určeno pro státní letecké zkoušky. Nakonec se dokončilo pouze 7 vrtulníků, navíc se značným zpožděním. Jedna helikoptéra byla vybavena zdvojeným řízením pro výcvik pilotů.
Vývoj byl přerušen a přešlo se na typ G-4, jenž byl vybaven specializovanými pístovými motory domácí provenience Ivčenko AI-26GR.

## Verze vrtulníku
G-4
Vylepšená verze s domácími pístovými motory Ivčenko AI-26GR.

## Specifikace (G-3)

### Technické údaje
- Průměr hlavních rotorů: 7 m každý
- Délka: 8,20 m
- Šířka: 14, 20 m
- Výška: 3,24 m
- Prázdná hmotnost:[pozn. 1] 2 195 kg
- Maximální vzletová hmotnost: 2 600 kg
- Pohon: 2× pístový motor Pratt & Whitney R-985-AN-1, výkon 450 hp [1]
- Posádka: 2 (pilot a pozorovatel)

### Výkony
- Maximální rychlost: 170 km/h
- Dolet: 210 km
- Dynamický dostup: 2 500 m